# الصهيونية التمهيدية

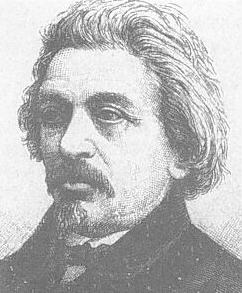
موسى هس

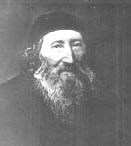
الحاخام تسڤي هيرش كاليشر

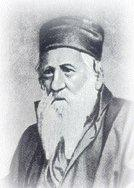
الحاخام يهودا ألكلاي

الصهيونيّة التمهيديّة أو مُبشِّرو الصهيونيّة (מְבַשְרֵי הציונות «مِڤَشْرِيه هَتسيونوت») اصطلاحٌ تأريخيّ يدلّ على نفرٍ من المفكِّرين اليهود في النصف الثاني من القرن التاسع عشر، تشرّبوا روح القوميّة الحديثة في أوروبا، وسعَوا – بجهدٍ فكريّ وتنظيميّ – إلى إرساء وطنٍ لليهود في فلسطين أو ما سموه أرض إسرائيل. تتركّز أنشطتهم بين عامي 1860 و1874، أي قبل بزوغ «الصهيونيّة العمليّة» (1881) و«الصهيونيّة السياسيّة» (1896)، ومن ثَمَّ عُدّوا طليعةً وُممهِّدين للحركة الصهيونيّة.
لم يكن مفهوم «إعادة اليهود إلى صهيون» فكرةً وليدة القرن التاسع عشر؛ فقد تسرَّبت إرهاصاته إلى كتابات يهوديّة وغير يهوديّة منذ القرن السابع عشر، داعيةً إلى عودةٍ «طبيعيّة» تُحقّقها الهجرة والعمل السياسيّ. بيدَ أنّ الهدف ظلَّ مبهَمًا، وتفرّقت المنازع دون وحدة مشروعٍ قوميّ مُؤسَّسيّ.
يشمل المصطلح أسماءً بارزة مثل: يهودا بيباس (1789–1852)، يهودا ألكلاي (1798–1878)، تسڤي هيرش كاليشر (1795–1874)، الفيلسوف موسى هس (1812–1875)، وموسى مونتفيوري (1784–1885).

## الخلفيّة
استولى محمد علي باشا على مصر العثمانيّة سنة 1805، وحَلَم بمملكةٍ واسعة تمتدّ «إلى الفرات ودجلة». ولتأمين زراعتها وجندها، شدَّد نجله إبراهيم باشا على التجنيد القسريّ في فلسطين، فثار الفلّاحون المسلمون في انتفاضة 1834. في ظلّ هذا الاضطراب تزايد قدوم اليهود إلى البلاد. وبعد أن استعاد العثمانيّون الشام سنة 1840، أجروا إصلاحات التنظيمات، وأصدروا قانون الأراضي العثمانيّ 1858 الذي نقل الملكيّة من معيار الزراعة إلى معيار السِّجل، وهو ما سهّل لاحقًا شراء الأرض من قِبَل الصهيونيّين.

## التاريخ
أشار بعض الفقهاء اليهود في العصور الوسطى إلى إمكانيّة استعادة السيادة في الأرض المقدَّسة بوسائل طبيعيّة؛ فالإمام موسى بن ميمون علّق بذلك في مقدّمته الطويلة لـ«أصول الإيمان الثلاثة عشر»، ودعا يهوذا اللاوي إلى أمن اليهود في أرضهم وحدها.
ويقسّم بن–تسيون دينور مراحل التمهيد إلى عهدٍ يبدأ بصعود يهوذا الحسيد وجماعته إلى القدس (1700)، حيث تنامت فكرة الهجرة، وإحياء اللغة العبريّة، والنزوع القوميّ. أمّا ناحوم سوكولوڤ فاعتبر «كلّ من دعا إلى تجديد الاستيطان اليهوديّ أو عالج «المسألة اليهوديّة» بعد القرن السابع عشر» من المبشِّرين، معدِّدًا موسى مونتفيوري وأدولف كريميُو وإليعزر بن-يهودا وغيرهم.
ويرى أريه مورجنشترن أنّ ڤيلنا (1720–1797) فسّر قول الـزوهار عن «انفتاح أبواب الحكمة» بعد سنة 5600 عبريّة (1839–1840 ميلاديّة) ببشارةٍ مسيانيّة، فدعا أتباعه («پروشيم») إلى الهجرة بدءًا من 1808، حتى إن لم يتحقّق المخلّص الموعود.
بحسب جاكوب كاتس، يمكن عدّ ثلاثةٍ من «ممهِّدي الصهيونيّة» بالمعنى الدقيق: الحاخام ألكلاي، والحاخام كاليشر، والمفكّر هس. وقد أثّر فكرهم في حركة حُبّاة صهيون. ومع أنّهم لم يواجهوا بعدُ اضطهادًا سياسيًّا ممنهجًا، فإنّ رؤاهم القوميّة لم تجد صدًى جماهيريًّا واسعًا في زمانهم؛ إذ لم تشتدّ موجة الهجرة إلاّ بعد سبعينيات القرن التاسع عشر مع تفاقم الفقر والعداء لليهود في شرق أوروبا.

## شخصيّات بارزة
- ڤيلنا (1720 – 1797): بشّر باقتراب الخلاص، وأوفد أتباعه إلى فلسطين بدءًا من 1808.[7]
- يهودا بيباس (1789 – 1852): حاخام من جبل طارق، طاف ببلدان أوروبا داعيًا إلى الهجرة.
- موسى هس (1812 – 1875): فيلسوفٌ علمانيّ نشر سنة 1862 كتاب «روما والقدس»، ملتزمًا بفكرة القوميّة اليهوديّة.
- يهودا ألكلاي (1798 – 1878): حاخام سفارديّ من البلقان، تفاعل مع قضيّة دمشق، واستلهم نجاح أدولف كريميُو وموسى مونتفيوري.
- تسڤي هيرش كاليشر (1795 – 1874): دعا، من بولندا ثم ألمانيا، إلى ربط التحرّر المدنيّ بمسار الخلاص القوميّ.
- جون آدامز (1735 – 1826): الرئيس الأمريكيّ الثاني، أثنى على فكرة دولةٍ يهوديّة في فلسطين.[8]
- نابليون بوناپرت (1769 – 1821): ألمح أثناء حملته على مصر والشام إلى إنشاء كيانٍ يهوديّ في فلسطين.[9]
- إيما لازاروس (1849 – 1887): شاعرة أمريكيّة يهوديّة دعت سنة 1882 إلى «رجوع اليهود» إلى فلسطين.
- جورج إليوت (1819 – 1880): أظهرت روايتها دانيال ديروندا (1876) توجّهًا تمهيديًّا للصهيونيّة.
- ثَمّة من يرى في باروخ سبينوزا (1632 – 1677) جذورًا فلسفيّة للوطنيّة اليهوديّة الحديثة.[10]